# برتراندیت
برتراندیت  (به انگلیسی: Bertrandite) با فرمول شیمیایی Be4[(OH)2-Si2O7] از مجموعه کانی هاست و دارای شکستگی صدفی از نام کانی‌شناس فرانسوی E.Bertrand گرفته شده‌است. محلول در HF - H2SO4 BeO:۴۲٫۰۲٪  SiO۲:۵۰٫۴۲٪  H2O:۷٫۵۶٪  برای اولین بار در چک اسلواکی کشف شد و از نظر شکل بلور: پهن و کوتاه - منشوری - ماکله، رنگ: بی رنگ - زرد روشن، شفافیت: شفاف، شکستگی: صدفی، جلا: شیشه‌ای - صدفی، رخ: کامل- مطابق با خوب - مطابق با ,/۱۰۱/، سیستم تبلور: ارترومبیک و در رده‌بندی سیلیکات است  و منشأ تشکیل آن پگماتیتی - پنوماتولیتی - هیدروترمال است.
همایند کانی‌شناسی (پارانژ) آن - هاونیت- کوارتز- بریل و غیره است.
کاربرد آن: گاهی منبع Be، از نظر ژیزمان بلوری - آگرگات دانه‌ای - پسودومرف تقریباََ کمیاب است و بیشتر در آلمان شرقی، چک اسلواکی، نروژ، فرانسه، سوئیس، آمریکا و استرالیا یافت می‌شود.

## منبع
- پردیس کشاورزی ایران